# Parafia św. Maksymiliana Marii Kolbego w Zezulinie
Parafia św. Maksymiliana Marii Kolbego w Zezulinie – parafia rzymskokatolicka znajdująca się w archidiecezji lubelskiej, w dekanacie Łęczna. 
Została erygowana 7 października 1991 roku. Pierwszym proboszczem został ks. Andrzej Boryca.

## Zasięg parafii
Do parafii należą wierni z miejscowości: Godziembów, Grądy, Kocia Góra, Zezulin Pierwszy, Zezulin Drugi.